# Jataí
Jataí là một đô thị thuộc bang Goiás, Brasil. Đô thị này có diện tích 7174,217 km², dân số năm 2007 là 84922 người, mật độ 11,8 người/km².